# Josef Kadraba
Josef Kadraba (Řevničov, 29 settembre 1933 – 5 agosto 2019) è stato un calciatore cecoslovacco.